# Alberta Ski Jump Area
Alberta Ski Jump Area är en backhoppsanläggning som ligger i Canada Olympic Park i Calgary i den södra delen av provinsen Alberta i Kanada. Anläggningen består av fem hoppbackar. De två största backarna har K-punkt 114 meter och backstorlek 122 meter och K-punkt 89 meter med backstorlek 95 meter. I anläggningen finns också tre mindre backar, K63, K38 och K13.

## Historia
Alberta Ski Jump Area byggdes inför olympiska vinterspelen 1988 som arrangerades i Calgary. Backarna invigdes 28 november 1986. Matti Nykänen vann i alla tre backhoppningstävlingarna i OS 1988. Mycket av uppmärksamheten stals dock av brittiske backhopparen Michael Edwards (mer känd som Eddie the Eagle) som kom sist i båda de individuella tävlingarna. Efter olympiska spelen 1988 har backarna använts lite. Junior-VM arrangerades i Alberta Ski Jump Area 1997 och ett litet antal deltävlingar i kontinentalcupen har hoppats i backanläggningen. Största backen har förlorat sin FIS-licens och används för närvarande inte.

## Backrekord
Officiellt backrekord i stora backen tillhör hemmahopparen Jason Myslicki, som har hoppat 125,0 meter. Backrekordet i K89-backen sattes under nordamerikanska juniormästerskapen 3 januari 2012 då Christian Friberg från USA hoppade 101,5 meter. Dagen innan satte lagkamraten Sarah Hendrickson officiellt backrekord under samma mästerskap då hon hoppade 95,5 meter. Isak Grimholm från Sverige har gällande backrekordet på plast. Han hoppade 104,5 meter under en deltävling i kontinentalcupen (COC) 22 september 2002. Under kontinentalcupen för kvinnor (Ladies-COC) 26 juli 2006 hoppade Juliane Seyfarth från Tyskland 95,0 meter och satte backrekord.

## Viktiga tävlingar
| Datum            | Vinnare                                                               | Andra plats                                                          | Tredje plats                                                                    | Tävling                          |
| ---------------- | --------------------------------------------------------------------- | -------------------------------------------------------------------- | ------------------------------------------------------------------------------- | -------------------------------- |
| 14 februari 1988 | Matti Nykänen, Finland                                                | Pavel Ploc, Tjeckoslovakien                                          | Jiří Malec, Tjeckoslovakien                                                     | Olympiska spelen, normalbacke    |
| 23 februari 1988 | Matti Nykänen, Finland                                                | Erik Johnsen, Norge                                                  | Matjaž Debelak, Jugoslavien                                                     | Olympiska spelen, stor backe     |
| 24 februari 1988 | Finland Ari-Pekka Nikkola Matti Nykänen Tuomo Ylipulli Jari Puikkonen | Jugoslavien Primož Ulaga Matjaž Zupan Matjaž Debelak Miran Tepeš     | Norge Ole Christian Eidhammer Jon Inge Kjørum Ole Gunnar Fidjestøl Erik Johnsen | Olympiska spelen, lag stor backe |
| 12 februari 1997 | Wilhelm Brenna, Norge                                                 | Jussi Hautamäki, Finland                                             | Falko Krismayr, Österrike                                                       | Junior-VM (normalbacke)          |
| 13 februari 1997 | Slovenien Miha Rihtar Grega Lang Blaž Vrhovnik Peter Žonta            | Finland Lauri Hakola Lassi Huuskonen Matti Hautamäki Jussi Hautamäki | Österrike Thomas Hörl Falko Krismayr Karl-Heinz Dorner Wolfgang Loitzl          | Junior-VM, lag (normalbacke)     |